# Archidiecezja Kasamy
Archidiecezja Kasamy (łac. Archidioecesis Kasamaensis, ang. Archdiocese of Kasama) – rzymskokatolicka archidiecezja ze stolicą w Kasamie, w Zambii. Najstarsza zambijska diecezja.
Od 12 stycznia 2012 arcybiskupem Kasamy jest Ignatius Chama.
Na terenie archidiecezji pracuje 56 zakonników i 166 sióstr zakonnych.

## Sufragani Kasamy
Archidiecezja Kasama jest jedną z dwóch (obok arch. Lusaka) zambijskich archidiecezji. Sufraganami arcybiskupa Kasamy są biskupi diecezji:
- Mansa
- Mpika

## Historia
W dniu 28 stycznia 1913 został erygowany Wikariat Apostolski Bangueolo. Była to pierwsza jednostka administracyjna Kościoła rzymskokatolickiego na terenie dzisiejszej Zambii. Wikariat apostolski objął północno-wschodnią część obecnej Zambii. Dotychczas wierni z tych terenów należeli do Wikariatu Apostolskiego Niasa (obecnie Archidiecezja Lilongwe), którego stolica zlokalizowana była na terenie Niasy (dzisiejsze Malawi).
10 lipca 1952 na terenie wikariatu powstała Prefektura Apostolska Fort Rosebery (obecnie diecezja Mansa). Tego samego dnia Wikariat Apostolski Bangueolo zmienił nazwę na Wikariat Apostolski Kasamy.
25 kwietnia 1959 w miejsce wikariatu apostolskiego powstała diecezja Kasamy, która została sufraganią archidiecezji Lusaka (wyniesionej w tym dniu do godności archidiecezji).
W dniu 12 czerwca 1967 decyzją papieża Pawła VI biskupstwo Kasamy zostało podniesione do godności archidiecezji.
W listopadzie 1995 do archidiecezji Kasamy zostały włączone cztery parafie, które podlegały dotychczas diecezji Mpika.

## Wikariusze apostolscy i arcybiskupi
Obaj wikariusze apostolscy i pierwszy arcybiskup byli francuskimi misjonarzami. Od 1965 wszyscy arcybiskupi Kasamy są Zambijczykami.
- Etienne-Benoît Larue MAfr (28 stycznia 1913 – 5 października 1935 zmarł)
- Alexandre-Auguste-Laurent-Marie Roy MAfr (5 października 1935 – 16 maja 1949 zrezygnował)
- Marcel Daubechies MAfr (3 lutego 1950 – 25 listopada 1964 zrezygnował)
- Clemens P. Chabukasansha (6 lipca 1965 – 22 lutego 1973 zrezygnował)
- Elias White Mutale (17 września 1973 – 12 lutego 1990 zmarł)
- James Mwewa Spaita (3 grudnia 1990 – 30 kwietnia 2009 przeszedł w stan spoczynku)
- Ignatius Chama (od 12 stycznia 2012)